# Seio paranasal
Seios paranasais, seios faciais ou seios perinasais são espaços preenchidos de ar localizados no interior dos ossos do crânio e face, que se comunicam com a cavidade nasal.

## Tipos emhumanos
Os humanos possuem vários seios localizados na face, divididos em subgrupos que são nomeados pelos respectivos ossos que se encontram.
Estes são:
- Seio frontal: situa-se na região do osso frontal.
- Seio maxilar: ocupa grande parte do osso maxilar e são os maiores seios aéreos nasais. Possui uma forma piramidal e sua base é formada pela parede lateral da cavidade nasal.
- Seios etmoidais: formados por pequenas células situadas no corpo do osso etmóide.
- Seios esfenoidais: situam-se no corpo do osso esfenóide ao centro do crânio.

## Desenvolvimento
Os seios paranasais desenvolvem-se através da formação de cavidades nos ossos pelo preenchimento de ar, esse processo começa antes mesmo do nascimento, aumentam consideravelmente com o nascimento dos dentes permanentes e puberdade porém seu desenvolvimento continua até a morte do indivíduo.

## Nos animais
Uma variedade de animais possuem seios paranasais (incluindo a maioria dos mamíferos, aves, dinossauros e crocodilianos). A disposição dos seios pode variar em não-humanos.

## Funções biológicas
Sua função ainda é uma questão intrigante da evolução e inúmeras críticas têm sido feitas às hipóteses sobre o significado e a função dos seios paranasais.
Porém algumas funções já foram propostas:
- Diminuir o peso da parte frontal do crânio, em especial os ossos da face. A forma do osso facial é importante, como um ponto de origem e de inserção para os músculos da expressão facial.
- Aumentar a ressonância da voz.
- Proteger as estruturas intra-orbitais e intracranianas na eventualidade de traumas, absorvendo parte do impacto
- Contribui para a secreção de mucos
- Umidifica e aquece o ar inalado
- Equilibram a pressão na cavidade nasal durante as variações barométricas (espirros e mudanças bruscas de altitude)

## Patologia
A inflamação dos seios paranasais é chamada de sinusite.

## Epitélio
Apresenta um epitélio respiratório padrão (simples cúbico ou pavimentoso em alguns locais).Sua lâmina própria e bem delgada e com menor número de glândulas o que dificulta a resolução de possíveis infecções